# داجون (فیلم)
داجون (انگلیسی: Dagon) فیلمی در ژانر ترسناک به کارگردانی استارت گوردون است که در سال ۲۰۰۱ منتشر شد. از بازیگران آن می‌توان به فرانسیسکو رابال اشاره کرد.